# Habrocestoides darjeelingus
Habrocestoides darjeelingus är en spindelart som beskrevs av Dmitri Viktorovich Logunov 1999. Habrocestoides darjeelingus ingår i släktet Habrocestoides och familjen hoppspindlar. Inga underarter finns listade i Catalogue of Life.